# Vaso Bogdanov
Vaso Bogdanov (Pančevo, 2. listopada 1902. – Zagreb, 9. listopada 1967.), bio je hrvatski povjesničar i prevoditelj. Većinom je proučavao i pisao o političkoj povijesti Hrvatske 19. i s početka 20. stoljeća (stranke, Jelačić, Starčević te odnosi Hrvata i Srba).

## Životopis

### Rani život, školovanje i politička djelatnost
Vaso Bogdanov rodio se u Pančevu 1902. godine. Po nacionalnosti je Srbin. U rodnome Pančevu započeo je gimnaziju. Kao gimnazijalac bio je proganjan zbog "boljševičke propagande". Nakon što je u šestom razredu gimnazije izbačen zbog komunističke propagande školovanje je nastavio u Beogradu i Velikom Bečkereku (poslije Zrenjanin), gdje je maturirao 1920. godine. Bio je članom KPJ, od 1919. godine, suradnikom i urednikom sindikalnih novina i časopisa, tajnikom MK KPJ u Pančevu i OK KPJ u Velikom Bečkereku te sekretar PK KPJ Vojvodine u Subotici. U tzv. sukobu na ljevici pripisan mu je revizionizam pa je bio odbačen. U Beču je studirao književnost i povijest a diplomirao je, 1924. godine, u Beogradu. Zbog svoje političke djelatnosti više puta bio je zatvaran a kao gimnazijski profesor otpuštan iz službe (1924., 1929. – 1931.). U Zagreb je doselio 1930-ih godina. Bio je prvi Krležin bibliograf (Radovi Miroslava Krleže 1914-1937, u: M. Krleža, Golgota, Zagreb, 1937., str. 184. – 238.). Bio je profesor u zagrebačkoj Klasičnoj gimnaziji od 1930. do 1941. godine.

### Drugi svj. rat i nakon Drugoga svj. rata
Za vrijeme Drugoga svjetskog rata Bogdanov je prilično dugo bio u zatvoru te je pušten 1942. godine a u ljeto 1945. godine bio je također pritvoren. Jedno vrijeme u doba NDH štitio ga je i skrivao dr. Đuro Vranešić kojemu se 1945. godine pokušao odužiti kada su ovoga nove komunističke vlasti sudile. Od jeseni 1945. godine bio je profesorom u II. klasičnoj gimnaziji u Zagrebu. 1946. godine bio je članom Komisije za razgraničenje pri predsjedništvu vlade NR Hrvatske a u razdoblju od 1946. do 1948. godine radio je u Državnom arhivu Hrvatske. Doktorirao je 1947. godine u Zagrebu s disertacijom Južnoslavenski narodi ugarske, Mađari i Austrija u revoluciji 1848-49. Od 1949. do 1957. godine bio je šefom delegacije SIV-a za realizaciju mirovnog ugovora s Mađarskom. Bio je profesorom povijesti na Filozofskome fakultetu u Zagrebu (od 1949. do 1955. kao izvanredni profesor, a od 1955. do 1967. godine kao redoviti profesor).
Bio je članom JAZU (dopisni član od 1951. a redoviti od 1955. godine) i izabran je u predsjedništvo JAZU početkom 1967. godine.
Umro je u Zagrebu 9. listopada 1967. godine.

## Djela
- O agrarnoj reformi, Beograd 1924.
- Ustanak Srba u Vojvodini i mađarska revolucija: 1848 i 1849,  Gradska štamparija, Subotica, 1929.
- Hrvatsko pitanje, Zagreb 1935.
- Nacionalni i socijalni sukobi Vojvođana i Mađara 1848. – 1849., Epoha, Zagreb, 1935. (2. izd. 1946.)
- Suvremeni književni i kulturni problemi, Nakl. knjižara Epohe, Zagreb, 1935. (pod pseudonimom N. Kostin)[7]
- Ante Starčević i socijalna pravda, Nakladna knjižara "Orbis", Biblioteka Likovi, god. II, br. 7-8. Serija I, Zagreb, 1937.
- Ante Starčević i hrvatska politika, Historija za svakog, knjiga 1, Biblioteka nezavisnih pisaca, Zagreb, 1937.
- Politička i moralna strana lijeve hajke na Krležu: prilog historiji desetgodišnjeg književno-političkog sukoba na ljevici, vl. naklada, Zagreb, 1940.
- Pripremanje i organiziranje kontrarevolucije iz Beča 1848-1849: odlomak iz doktorske disertacije "Južnoslavenski narodi ugarske, Mađari i Austria u revoluciji 1848-49", Radiona, Zagreb, 1947.
- Hrvatska ljevica u godinama revolucije 1848. – 49. u svijetlu naše četrdesetosmaške štampe, Matica hrvatska, Zagreb, 1949.
- Društvene i političke borbe u Hrvatskoj 1848./49.: prilog historiji naše četrdesetosme, JAZU, Zagreb, 1949.
- Starčević i stranka prava prema Srbima i prema jedinstvu južnoslavenskih naroda, Školska knjiga, Zagreb, 1951.
- Historijska uloga društvenih klasa u rješavanju južnoslavenskog nacionalnog pitanja, Rad JAZU, Zagreb, 1954.
- Historijska uloga društvenih klasa u rješavanju južnoslovenskog nacionalnog pitanja: (prilog historiji naše borbe za oslobođenje i ujedinjenje), Veselin Masleša, Sarajevo, 1956.
- Hrvatska revolucionarna pjesma iz godine 1794 i učešće Hrvata i Srba u zavjeri Martinovićevih jakobinaca, Starine JAZU, knjiga 46, Zagreb, 1956.
- Živa prošlost, Zora, Zagreb, 1957.
- Likovi i pokreti, Mladost, Zagreb, 1957.
- Historijski uzroci sukobu između Hrvata i Srba, Rad JAZU, Zagreb, 1957.
- Historija političkih stranaka u Hrvatskoj: od prvih stranačkih grupiranja do 1918, NIP, Zagreb, 1958.
- Jakobinska zavjera Ignjata Martinovića, NIP, Zagreb, 1960.
- Les problemes nationaux dans la Monarchie des Habsbourg / par Fran Zwitter en collaboration avec Jaroslav Šidak et Vaso Bogdanov, Comité national Yougoslave des sciences historiques, Beograd, 1960. (dop. izd. na slovenskome, Ljubljana, 1962.)
- Hrvatski narodni pokret: 1903/4, JAZU, Zagreb, 1961.
- Jugoslavenski odbor u Londonu u povodu 50-godišnicje osnivanja, (urednik), JAZU, Zagreb, 1966. (suurednici Ferdo Čulinović i Marko Kostrenčić)

### Posmrtno
- Dalmatinsko pitanje u politici Banske Hrvatske godine 1861., Starine JAZU, knjiga 55., Zagreb, 1971.

## Vanjske poveznice
- Vaso Bogdanov, Uloga podunavskih slavenskih naroda 1848.-49. u svijetlu novih istraživanja sovjetske historiografije[neaktivna poveznica]. Historijski zbornik, godina I, broj 1-4, Zagreb, 1948.
- Vaso Bogdanov, Ante Starčević i socijalna pravda[neaktivna poveznica], Nakladna knjižara "Orbis", Biblioteka Likovi, god. II, br. 7-8. Serija I, Zagreb, 1937.